# Сан-Педру-да-Торре
Сан-Педру-да-Торре (порт. São Pedro da Torre) — район (фрегезия) в Португалии, входит в округ Виана-ду-Каштелу. Является составной частью муниципалитета Валенса. По старому административному делению входил в провинцию Минью. Входит в экономико-статистический субрегион Минью-Лима, который входит в Северный регион. Население составляет 1232 человека на 2001 год. Занимает площадь 4,29 км².